# Azu Muguruza
Aranzazu “Azu” Muguruza Domínguez (San Sebastián, 1 de octubre de 1968) es una entrenadora de baloncesto española, que desarrolla su carrera profesional en el Club Deportivo Ibaeta, del que es entrenadora desde su creación. Es una de las primeras mujeres entrenadoras profesionales en la liga femenina de Baloncesto.

## Biografía
Azu Muguruza nació en San Sebastián en 1968. Es licenciada en Ciencias de la Actividad Física y el Deporte (INEF) por la Universidad del País Vasco UPV/EHU en Vitoria y entrenadora Superior de Baloncesto. Compaginó sus estudios con la práctica del baloncesto en el Donosti-Las Banderas. Dejó pronto de jugar al baloncesto para centrarse en su faceta de entrenadora. 
En 1993 se hace cargo del equipo de la UPV/EHU que militaba en categorías universitarias para consolidarlo e ir ascendiendo en su recorrido hasta la élite del baloncesto español. El año 2001 el club dio el salto a categorías federadas: “Llegamos a un acuerdo con el Atlético San Sebastián y salimos como UPV Atlético en Primera Nacional”. El año 2007, ya denominado Club Deportivo Ibaeta, culmina con el ascenso a la Liga 2. El 2013, tras seis temporadas en la Liga de Plata consigue el ascenso con el equipo de toda su vida a la Liga Dia, máxima competición de clubes femeninos de baloncesto que se disputa en España.
Se ha convertido en una mujer referente del baloncesto vasco y español, no solo por su larga trayectoria: 25 años al frente de un banquillo, sino por su reivindicación de la situación del baloncesto femenino en España. En sus propias palabras: “Seguimos en una sociedad machista, por mucho que nos quieran contar. Y no solo en el baloncesto sino en todos los sectores, tenemos más problemas que los chicos, porque tenemos las cargas laborales y las familiares. Es lo que hay”.
Es una de las entrenadoras más respetadas del ámbito nacional que no deja de poner de relevancia en sus comparecencias públicas las dificultades que encuentran las entrenadoras: “El camino está lleno de barreras y no todas las entrenadoras están dispuestas a afrontarlas y a superarlas. Hay muchas entrenadoras en formación pero hay un momento en que por diferentes razones la mayoría opta por quedarse ahí en lugar de intentar seguir dando pasos para entrenar en seniors o en profesionales”.

## Trayectoria

### Entrenadora
Desde la temporada 1993-94 pertenece al mismo proyecto de baloncesto femenino que ha ido cambiando de nombre en la medida en la que iba ascendiendo en las distintas competiciones.
Comenzó entrenando al UPV/EHU en la Liga nacional universitaria. El año 2001 el club se inscribe en la competición federada y llegó a un acuerdo con el Atlético San Sebastián y pasa a llamarse "UPV Atlético" con quien compite en Primera Nacional. En 2007, con Azu Muguruza al frente, se consiguen el ascenso de categoría, que en su opinión supuso un antes y un después en el club y en su carrera: el ascenso a la Liga Femenina 2. “Hubo mucho trabajo para ver si se podía dar realmente ese paso. Conseguimos un patrocinador y hablamos con las instituciones. Con la plaza en la mano y los recursos que hacían falta, decidimos dar el paso y jugar en Liga 2. El salto fue grande, éramos un equipo con jugadoras de casa que no nos habíamos planteado ni fichar. La Liga 2 era potente y necesitábamos algo más. Fichamos dos extranjeras y a partir de ahí fuimos dando pasitos”.
El año 2013 después de seis temporadas en la división de plata consigue colocar al equipo en la más alta competición del baloncesto femenino español. Desde entonces el equipo, ahora el Club Deportivo Ibaeta, siempre se ha mantenido en la máxima categoría de la Liga. De hecho en el año 2017 posibilitó un gran paso adelante clasificándose para el play-off.
Durante muchas temporadas fue la única mujer primera entrenadora de un equipo femenino de Liga Femenina de Baloncesto de España. En 2018 tan sólo 3 mujeres lideran los banquillos de los 14 equipos que integran la Liga: Gloria Estopa (Sant Adrià), Madelén Urieta (Araski AES) y Azu Muguruza (Club Deportivo Ibaeta).
| Club                  | Liga             | Año         |
| --------------------- | ---------------- | ----------- |
| UPV/EHU               | Universitaria    | 1993 - 2000 |
| UPV Atlético          | Primera Nacional | 2001-2017   |
| Club Deportivo Ibaeta | Liga 2           | 2007-2013   |
| Club Deportivo Ibaeta | Liga Día         | 2013-2019   |

### Seleccionadora
En 2018, fue elegida para formar parte del equipo técnico de la selección sub-20, en concreto como entrenadora ayudante, de la selección española de baloncesto femenino con el que consiguieron la medalla de oro dentro del Europeo celebrado en Soprón (Hungría).
| Club          | País          | Año  |
| ------------- | ------------- | ---- |
| Selección U20 | España España | 2018 |

## Palmarés
| Título'                  | Club               | Sede       | Año  |
| ------------------------ | ------------------ | ---------- | ---- |
| Campeonato Europa sub-20 | Selección Española | España ESP | 2018 |

## Premios y reconocimientos
- Mejor entrenadora de España de la temporada 2014-2015 Elegida por la Asociación Española de Entrenadores de España.[9]
- Mejor entrenadora de España de la temporada 2016-2017 Elegida por la Asociación Española de Entrenadores de España.[10]
- Premio Mejor deportista Guipuzoana 2018. Diputación Foral de Guipúzcoa.[11]
- Premio Deporte y Mujer 2019 otorgado por la Cadena Ser Guipúzcoa a la mejor Deportista Guipuzcoana por sus 25 años de trayectoria deportiva.[12]
- VII Premio Carmen Adarraga 2022 de la Diputación Foral de Guipúzcoa.[13]